# El mañanero (2000)
El mañanero fue un programa de televisión mexicano. El programa era conducido por Brozo, un personaje creado por Víctor Trujillo y que fuera producido por CNI Canal 40, —que entonces era propiedad de Javier Moreno Valle— y posteriormente por Televisa —propiedad de Emilio Azcárraga Jean—.
A mediados del año 2000 inició su transmisión desde el canal 40 y posteriormente desde el 7 de enero de 2002 desde el canal 4 de Televisa.
Transmitió su noticiario de las siete a las diez de la mañana, para luego, el 13 de mayo de 2002, extenderlo desde las seis de la mañana.

## Caso Bejarano
El 3 de marzo de 2004, el político René Bejarano, entonces coordinador del PRD en la Asamblea Legislativa del Distrito Federal y exsecretario particular del gobierno del Distrito Federal, era entrevistado en el noticiero En contraste de Televisa, sobre el fraude del exsecretario de Finanzas de la Ciudad de México, Gustavo Ponce Meléndez. En El Mañanero, el exdiputado panista Federico Döring presentó un video donde se observa a Bejarano guardando fajos de dólares en una maleta mientras sostiene una conversación con una persona cuya cara fue borrada del video, presuntamente el empresario, Carlos Ahumada, Brozo al enterarse de que Bejarano se encontraba en el estudio contiguo, lo invitó a ser entrevistado y este aceptó sin saber de la existencia del video. Brozo inició una dura entrevista y criticó severamente el presunto acto de corrupción ahí mostrado, por su parte, Bejarano defendió los hechos y aseguró que el dinero fue un "donativo para la campaña de la entonces candidata y ahora delegada en Álvaro Obregón, Leticia Robles Colín, en 2003".

## Fin del programa
El 31 de mayo de 2004, Brozo anunció que el miércoles 2 de junio de ese mismo año, sería el último día de trasmisión del programa.